# 七試水上偵察機
七試水上偵察機（ななしすいじょうていさつき）は、大日本帝国海軍が計画した水上偵察機。川西航空機と愛知時計電機航空機部（のちの愛知航空機）が試作し、うち川西機が九四式水上偵察機として制式採用された。本項では不採用となった愛知機について述べる。

## 概要
1932年（昭和7年）に発せられた九一式五〇〇馬力発動機を搭載する長距離水偵という海軍の要求に対し、愛知は三木鉄夫技師を設計主務者として設計を行い、1933年（昭和8年）2月に試作機を完成させた。社内名称は「AB-6」。しかし、特徴的な部位はあったものの一般性能が川西機に及ばず、不採用となった。生産数は1機。
機体は愛知の自社開発機「AB-5」を参考とした金属製骨組に羽布張りの複葉双フロート機で、性能向上を図って審査中に主翼などの改修が行われている。安定性、操縦性、上昇性能は良好だったものの、速力と離着水性能が悪く、武装にも難があった。

## 諸元（改修後）
- 全長：10.44 m
- 全幅：12.98 m
- 全高：4.80 m
- 主翼面積：40.61 m2
- 自重：1,920 kg
- 全備重量：3,020 kg
- エンジン：広工廠 九一式 液冷W型12気筒（最大630 hp） × 1
- 最大速度：225 km/h
- 巡航速度：148 km/h
- 実用上昇限度：4,850 m
- 航続時間：6.9時間
- 武装：
7.7mm固定機銃 × 1
7.7mm旋回機銃 × 2
30kg爆弾 × 4
- 乗員：3名

## AB-5
1931年（昭和6年）に愛知が自社開発を行った試作水上偵察機。設計は独ハインケル社に委嘱されており、試作機の製造もドイツで行われた。AB-5は愛知の社内名称であり、ハインケル社における名称は「HD-62」。試作機は1932年に完成し、同年に日本に輸入された。
機体は全金属製骨組に羽布張りの複葉双フロート。同時期に制作された一四式二号水上偵察機改一を上回る性能を発揮した。海軍による制式採用はなされず、1機のみの製造に終わったが、海軍が七試水偵の試作指示を行う際の参考となった。
諸元
- 全長：10.60 m
- 全幅：13.50 m
- 全高：4.35 m
- 主翼面積：52.22 m2
- 自重：1,845 kg
- 全備重量：3,200 kg
- エンジン：ロレーヌ（英語版） クールリス 液冷W型12気筒（最大660 hp） × 1
- 最大速度：241 km/h
- 巡航速度：152 km/h
- 実用上昇限度：4,800 m
- 航続時間：14時間
- 武装：
7.7mm固定機銃 × 1
7.7mm固定機銃 × 1
40kg爆弾 × 2
- 乗員：3名